# Veslování na Letních olympijských hrách 2024
Veslování na Letních olympijských hrách 2024 v Paříži se bude konat od 27. července do 3. srpna 2024.

## Medailisté

### Muži
| Disciplína              | Zlato | Stříbro | Bronz |
| Skif                    | Oliver Zeidler · Německo (GER) | Yauheni Zalaty · Individuální neutrální sportovci (AIN) | Simon van Dorp · Nizozemsko (NED) |
| Dvojka bez kormidelníka | Chorvatsko · Martin Sinković · Valent Sinković | Velká Británie · Oliver Wynne-Griffith · Thomas George | Švýcarsko · Roman Röösli · Andrin Gulich |
| Dvojskif                | Rumunsko · Andrei-Sebastian Cornea · Marian Enache | Nizozemsko · Melvin Twellaar · Stef Broenink | Irsko · Daire Lynch · Philip Doyle |
| Dvojskif lehkých vah    | Irsko · Fintan McCarthy · Paul O'Donovan | Itálie · Stefano Oppo · Gabriel Soares | Řecko · Petros Gkaidatzis · Antonios Papakonstantinou |
| Čtyřka bez kormidelníka | Spojené státy americké · Nick Mead · Justin Best · Michael Grady · Liam Corrigan                                                                                         | Nový Zéland · Oliver Maclean · Logan Ullrich · Tom Murray · Matt Macdonald | Velká Británie · Oliver Wilkes · Davidd Ambler · Matt Aldridge · Freddie Davidson |
| Párová čtyřka           | Nizozemsko · Lennart van Lierop · Finn Florijn · Tone Wieten · Koen Metsemakers                                                                                          | Itálie · Luca Chiumento · Luca Rambaldi · Giacomo Gentili · Andrea Panizza | Polsko · Fabian Barański · Mateusz Biskup · Dominik Czaja · Mirosław Ziętarski |
| Osma                    | Velká Británie · Morgan Bolding · Sholto Carnegie · Rory Gibbs · Thomas Ford · Jacob Dawson · Charles Elwes · Thomas Digby · James Rudkin · Harry Brightmore kormidelník | Nizozemsko · Ralf Rienks · Olav Molenaar · Sander de Graaf · Ruben Knab · Gert-Jan van Doorn · Jacob van de Kerkhof · Jan van der Bij · Mick Makker · Dieuwke Fetter kormidelník | Spojené státy americké · Henry Hollingsworth · Nicholas Rusher · Christian Tabash · Clark Dean · Christopher Carlson · Peter Chatain · Evan Olson · Pieter Quinton · Rielly Milne kormidelník |

### Ženy
| Disciplína              | Zlato | Stříbro | Bronz |
| Skif                    | Karolien Florijn · Nizozemsko (NED) | Emma Twiggová · Nový Zéland (NZL) | Viktorija Senkutė · Litva (LTU) |
| Dvojka bez kormidelnice | Nizozemsko · Ymkje Clevering · Veronique Meester | Rumunsko · Ioana Vrînceanu · Roxana Anghel | Austrálie · Jessica Morrison · Annabelle McIntyre |
| Dvojskif                | Nový Zéland (NZL) · Brooke Francis · Lucy Spoors | Rumunsko (ROU) · Ancuța Bodnar · Simona Radiș | Velká Británie (GBR) · Mathilda Hodgkins-Byrne · Becky Wilde |
| Dvojskif lehkých vah    | Velká Británie · Emily Craig · Imogen Grant | Rumunsko · Gianina van Groningen · Ionela Cozmiuc | Řecko · Dimitra Kontou · Zoi Fitsiou |
| Čtyřka bez kormidelnice | Nizozemsko (NED) · Marloes Oldenburg · Hermijntje Drenth · Tinka Offereins · Benthe Boonstra                                                                                            | Velká Británie (GBR) · Helen Glover · Esme Booth · Samantha Redgrave · Rebecca Shorten                                                                                                 | Nový Zéland (NZL) · Jackie Gowler · Phoebe Spoors · Davina Waddy · Kerri Williams                                                                                           |
| Párová čtyřka           | Velká Británie (GBR) · Lauren Henryová · Hannah Scottová · Lola Andersonová · Georgina Brayshawová                                                                                      | Nizozemsko (NED) · Laila Youssifouová · Bente Paulisová · Roos de Jongová · Tessa Dullemansová                                                                                         | Německo (GER) · Maren Völzová · Tabea Schendekehlová · Leonie Menzelová · Pia Greitenová                                                                                    |
| Osma                    | Rumunsko · Adriana Adam · Roxana Anghel · Amalia Bereș · Ancuta Bodnar · Maria-Magdalena Rusu · Maria Lehaci · Ioana Vrînceanu · Simona Radiș · Victoria-Ștefania Petreanu kormidelnice | Kanada · Abigail Dent · Caileigh Filmer · Kasia Gruchalla-Wesierski · Maya Meschkuleit · Sydney Payne · Jessica Sevick · Kristina Walker · Avalon Wasteneys · Kristen Kit kormidelnice | Velká Británie · Annie Campbell-Orde · Holly Dunford · Emily Ford · Lauren Irwin · Heidi Long · Rowan McKellar · Eve Stewart · Harriet Taylor · Henry Fieldman kormidelnice |

## Přehled medailí
| Pořadí | Země                   | Zlato | Stříbro | Bronz | Celkově |
| ------ | ---------------------- | ----- | ------- | ----- | ------- |
| 1.     | Nizozemsko             | 2     | 2       | 0     | 4       |
| 2.     | Velká Británie         | 1     | 1       | 2     | 4       |
| 3.     | Nový Zéland            | 1     | 1       | 1     | 3       |
| 4.     | Rumunsko               | 1     | 1       | 0     | 2       |
| 5.     | Spojené státy americké | 1     | 0       | 0     | 1       |
| 6.     | Itálie                 | 0     | 1       | 0     | 1       |
| 7.     | Německo                | 0     | 0       | 1     | 1       |
| 7.     | Irsko                  | 0     | 0       | 1     | 1       |
| 7.     | Polsko                 | 0     | 0       | 1     | 1       |
| celkem | celkem                 | 6     | 6       | 6     | 18      |